# Wassyl Ljaskoronskyj

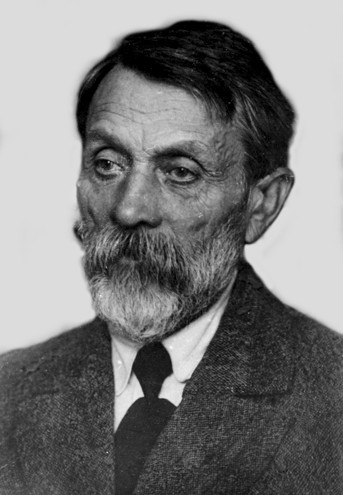
Wassyl Ljaskoronskyj

Wassyl Hryhorowytsch Ljaskoronskyj (ukrainisch Василь Григорович Ляскоронський, russisch Василий Григорьевич Ляскоронский Wassili Grigorjewitsch Ljaskoronski; * 24. Dezember 1859jul. / 5. Januar 1860greg. in Solotonoscha, Gouvernement Poltawa, Russisches Kaiserreich; † 1. Januar 1928 in Kiew, Ukrainische SSR) war ein ukrainisch-sowjetischer Historiker, Archäologe, Numismatiker, Ethnograph und Schriftsteller.

## Leben
Wassyl Ljaskoronskyj absolvierte 1885 die St.-Wladimir-Universität in Kiew, wo er bei Iwan Lutschyzkyj und Wolodymyr Antonowytsch studierte. Auf dessen Rat hin studierte er die Arbeit von Guillaume le Vasseur de Beauplan.
Zudem war er Teilnehmer mehrerer archäologischer Ausgrabungen (u. a. mit Wikentij Chwoika) in der gesamten Ukraine, publizierte deren Ergebnisse und vertiefte sein Wissen über Geschichte an den Universitäten von Wien, Reykjavik und Paris. Von 1891 an war er am 3. Kiewer Gymnasium als Lehrer tätig. 1899 verteidigte er seinen Magister.
Zwischen 1903 und 1907 war er privater außerordentlicher Professor an der Universität Moskau und wechselte dann, ebenfalls als privater außerordentlicher Professor, zur Kiewer Universität. Am Historisch-Philosophischen Institut in Nischyn wurde er 1909 ordentlicher Professor.
Nach der Oktoberrevolution 1917 arbeitete er an zahlreichen Institutionen. 1924 wurde er fester Mitarbeiter der ethnografischen und volkstümlichen Kommission an der Ukrainischen Akademie der Wissenschaften. Zwischen 1925 und 1927 war er Mitglied des Allukrainischen Archäologischen Komitees. Zudem war er von 1926 an assoziiertes Mitglied der Archäologischen Abteilung der Kunstabteilung des Wissenschaftlichen Instituts für ukrainische Sprache.
Ljaskoronskyj wurde mit 4 Orden und eine Silbermedaille ausgezeichnet und erhielt, für jahrelangen Dienst, den Rang eines Staatsrates.
Er starb 1928 in Kiew und wurde dort auf dem Lukjaniwska-Friedhof bestattet.

## Veröffentlichungen
Ljaskoronskyj verfasste zahlreiche Werke. Seine Forschungen zu den Werken G. de Beauplans fasste er 1901 in der Monographie „Guillaume le Vasseur de Beauplan und seine historischen und geografischen Werke zu Südrussland“, inklusive seiner eigenen Übersetzung von G. de Beauplans „Beschreibung der Ukraine“ und Reproduktionen einiger seiner Karten, zusammen.
Eine Bibliographie seiner Werke von Kateryna Antonovych-Melnyke und eine Biographie von ihm erschienen 1929.
- Istoriia Pereiaslavskoi zemli s drevneishikh vremen do poloviny XIII st. (Die Geschichte der Gegend von Pereiaslav von der frühesten Zeit bis zum 13. Jahrhundert). 1897 (Dissertation).
- Inostrannye karty i atlasy XVI i XVII vv. otnosiashchiesia k Iuzhnoi Rossii (Fremde Karten und Atlanten des 16. und 17. Jahrhunderts zu Südrussland). 1901.
- Gil'om Levasser de-Boplan i ego istoriko-geograficheskie trudy otnositel'no Iuzhnoi Rossii (Guillaume Le Vasseur de Beauplan und seine historisch-geophraphischen Arbeiten zu Sudrussland). 1901.